# Șahove, Troițke
Șahove (în ucraineană Шахове) este un sat în comuna Berezivka din raionul Troițke, regiunea Luhansk, Ucraina.

## Demografie
Componența lingvistică a localității Șahove
     Rusă (62,16%)
     Ucraineană (37,84%)
Conform recensământului din 2001, majoritatea populației localității Șahove era vorbitoare de rusă (62,16%), existând în minoritate și vorbitori de ucraineană (37,84%).